# Natalie (sito web)
Natalie (ナタリー?, Natarī) è un sito web in lingua giapponese di notizie e informazioni riguardanti il mondo dello spettacolo e dell'intrattenimento. Fondato e lanciato il 1º febbraio 2007 dal content provider Natasha Inc., riporta news e avvenimenti su musica, manga e sulla cultura di massa che vengono poi ripresi da portali e social network quali Mobage Town, Gree, Livedoor, Excite, Mixi e Yahoo! Japan.

## Storia
La Natasha Inc., fornitore di contenuti fondato nel dicembre 2005, divenne una società a responsabilità limitata nel febbraio 2006, venendo demutualizzata nel gennaio 2007. Il 1º febbraio 2007 fondò il proprio sito web, e il presidente Takuya Oyama decise di chiamarlo Natalie ispirandosi all'omonimo brano (Nathalie) del cantante Julio Iglesias. Inizialmente riportava esclusivamente notizie sul mondo della musica col presupposto di fornire aggiornamenti su base giornaliera, cosa che i giornali non potevano fare. Si optò per un sito consultabile senza la necessità di registrazione, la quale però permetteva di commentare i vari articoli e la creazione di un elenco di massimo trenta artisti sui quali ricevere gli aggiornamenti.
Nel dicembre 2008 il sito inaugurò la sezione Comic Natalie (コミックナタリー?, Komikkunatarī), specializzata in notizie sulla cultura manga, e nell'agosto 2009 la sezione Comedy Natalie (お笑いナタリー?, Owarainatarī) che riporta notizie su comici e varietà. Nel maggio 2011 fu inaugurata la sezione Snack Natalie (おやつナタリー?, Oyatsunatarī) che riportava notizie su snack e cibarie, ma quest'ultima ebbe vita breve, poiché venne chiusa nell'agosto dello stesso anno.

## Accoglienza
Al dicembre 2010 più di 300 000 utenti seguivano gli aggiornamenti del sito tramite il social network Twitter, diventando la terza media company giapponese più seguita dopo il Mainichi Shinbun e l‘Asahi Shimbun.
Natalie è stato criticato dal sito IT Media News per l'eccessivo dettaglio delle notizie riportate, situazione che porterebbe i lettori a non leggere per intero i vari articoli.